# Anne Barrère (sociologue)
Pour les articles homonymes, voir Anne Barrère et Barrère.
Anne Barrère est sociologue de l'éducation et professeure à l'université Paris-Descartes. Elle est corédactrice en chef de la revue Recherche & formation.

## Parcours
Diplômée de l’Institut d'études politiques de Bordeaux en 1978, Anne Barrère obtient l'agrégation de lettres modernes en 1981. Enseignante de lettres dans le secondaire dès 1981, elle entame un doctorat de sociologie à l’université Bordeaux-II en 1986. Durant une décennie, elle pratique en parallèle enseignement et doctorat. Elle soutient en 1996 une thèse intitulée « Sociologie du travail scolaire : le cas des lycéens » sous la direction de François Dubet.
Elle devient alors maître de conférences à l’IUFM Nord-Pas-de-Calais de 1996 à 2000, puis maître de conférences en sciences de l’éducation à l’université Lille-III.
En novembre 2002, elle obtient son habilitation universitaire à l’université Bordeaux-II sur le sujet de recherche « Travailler à l’école », puis elle est nommée professeur de sciences de l’éducation à l’université Lille-III (2003-2008). Depuis 2008, elle enseigne à l'université Paris-Descartes au département des sciences de l'éducation et est membre du laboratoire CERLIS, Centre de recherche sur les liens sociaux.

## Thèmes de recherche
Ses recherches portent sur le travail à l'école.
Au travers de sa thèse sur le travail des lycéens, la sociologue identifie quatre figures caractérisant le travail des lycéens : le « bosseur », le « fumiste », le « touriste » et le « forçat ».
Elle poursuit, ensuite, ses recherches sur les enseignants. Elle analyse les « tâches objectives » des deux groupes d'acteurs, enseignants et élèves, et elle s'efforce de rendre visibles leurs « épreuves subjectives ». Elle s'inscrit dans un courant de recherche qui interroge l'expérience sociale des acteurs de l'école.
Anne Barrère élargit son approche des travailleurs de l’école, en se consacrant au travail des chefs d'établissement, lui permettant ainsi, de voir ce que l'évaluation fait aux établissements scolaires.
Actuellement, ses travaux de recherche portent sur les tensions entre la culture scolaire et la culture juvénile. Elle publie, en 2011, un ouvrage qui s'intéresse aux activités choisies par les adolescents, sport, musique, ordinateur ou sur Internet, montrant comment, selon elle, ces activités contribuent à « façonner » les jeunes.
Elle s'intéresse à une sociologie du roman français contemporain, menant des recherches en collaboration avec Danilo Martuccelli.